# Cimanggu, Bandung Barat
Cimanggu är en administrativ by i Indonesien.   Den ligger i provinsen Jawa Barat, i den västra delen av landet, 100 km sydost om huvudstaden Jakarta.